# Breizh Mag
 (septembre 2021).
Si vous disposez d'ouvrages ou d'articles de référence ou si vous connaissez des sites web de qualité traitant du thème abordé ici, merci de compléter l'article en donnant les références utiles à sa vérifiabilité et en les liant à la section « Notes et références ».
Breizh Mag est un magazine bimestriel, puis trimestriel sur la culture de la Bretagne. Le magazine a été créé en août 2006 par six associés, regroupés au sein de la SARL Douar ha Tud Breizh (terre et gens de Bretagne) à Séné dans le Morbihan. La revue a changé de périodicité de publication à partir du huitième numéro pour passer d'un bimestriel à un trimestriel.
Diffusé dans toute la France à 15 000 exemplaires et à l'international sur abonnement, le magazine a cessé de paraître à la rentrée 2008 à la suite d'une condamnation aux prud'hommes. En deux ans d'existences, la revue a publié 10 numéros et un hors-série, sous la direction d'Erwan Le Courtois.